# Felix Haug

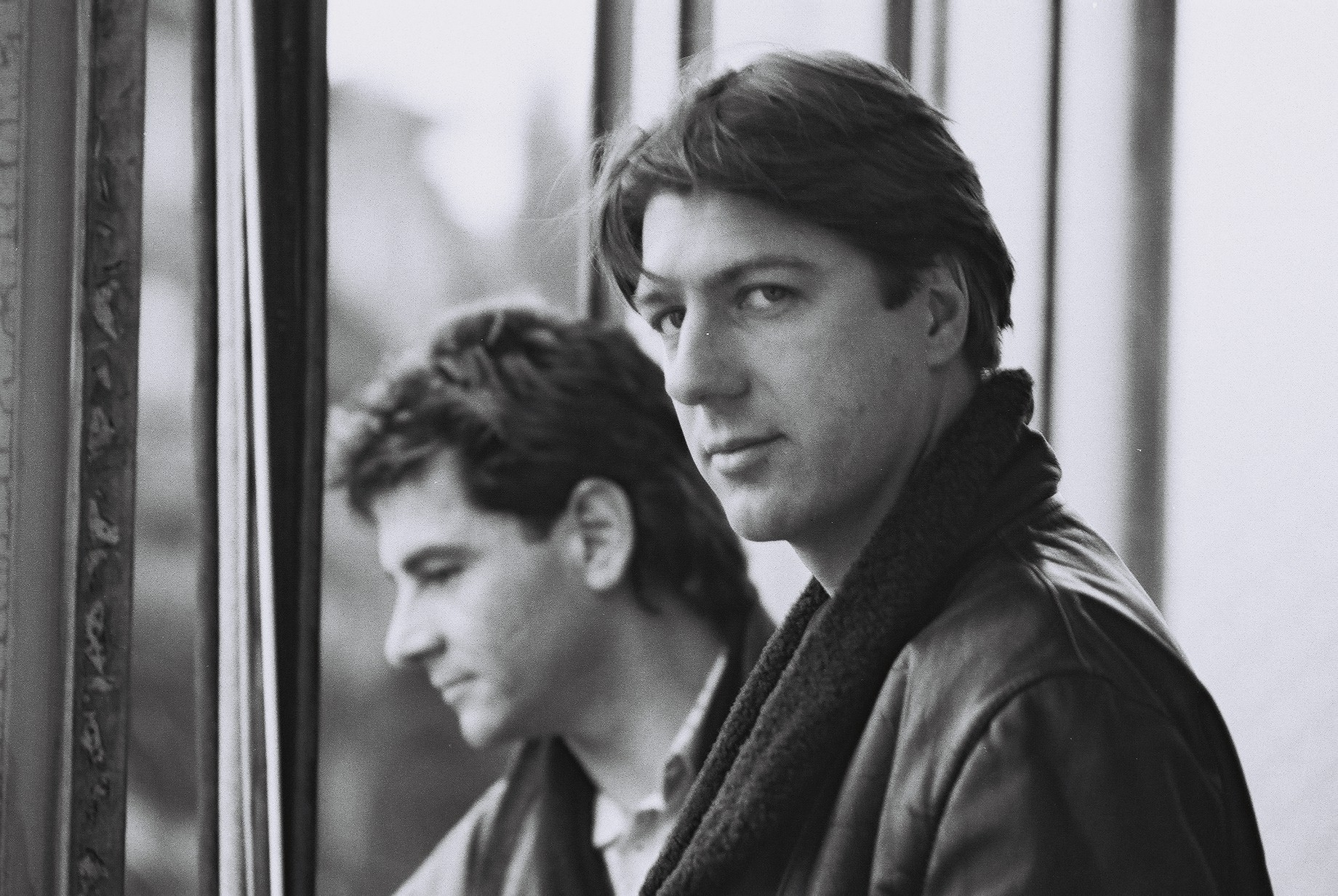
Felix Haug (links) und Kurt Maloo, 1986

Felix Haug (* 27. März 1952 in Zürich; † 1. Mai 2004 in Uster) war ein Schweizer Popmusiker.

## Leben
Haug spielte zunächst von 1977 bis 1979 im Lipschitz Orchestra und beteiligte sich 1979 an der Produktion des Debütalbums Solid Pleasure von Yello. In den 70er Jahren war er als Schlagzeuger in Europa, den USA und Fernost unterwegs.
1980 gründete er mit seinem Freund Kurt Maloo das Jazztrio Ping Pong. Später lösten sich die beiden aus der Gruppe und gründeten das Duo Double. 1985 landeten sie mit der Single The Captain of Her Heart einen internationalen Hit. Er verkaufte sich weltweit 1,5 Millionen Mal und erreichte sogar in den USA Platz 16 in den Billboard-Charts. Der Song gilt als eine der erfolgreichsten Schweizer Produktionen aller Zeiten. 1989 löste sich Double auf. Zuletzt arbeitete Haug als Textchef beim Fernsehmagazin TR7, er schrieb aber weiterhin Songs, Musik für Werbefilme und vertonte verschiedene TV-Filme.
Haug erlag am 1. Mai 2004 im Alter von 52 Jahren einem Herzinfarkt.